# Julian Rushton
Julian Gordon Rushton, né le 22 mai 1941, est un musicologue britannique, spécialiste de la musique du XIXe siècle, de Mozart et de Berlioz.

## Biographie
Julian Rushton étudie à Cambridge et obtient son doctorat à Oxford, sous la direction de Jack Westrup (en). Il enseigne à l'Université d'East Anglia puis à Cambridge, comme membre du King's College de 1974 à 1981, avant d'être nommé à la chaire de Musique à l'Université de Leeds. Il prend sa retraite en 2005.

## Musicologie
Il contribue à l'entrée « Mozart » dans The New Grove Dictionary of Opera et à plusieurs autres articles dans le Grove Dictionary of Music and Musicians, entre autres ouvrages de référence. Il est un spécialiste reconnu d'Hector Berlioz et a participé à des éditions critiques de ses œuvres. En 1999, il publie une analyse des Variations Enigma d'Edward Elgar. Son livre Coffee with Mozart (2007) a été traduit en allemand.

## Publications

### Ouvrages
- (en) Julian Rushton, The music of Berlioz, Oxford, Oxford University Press, 2001, 363 p. (ISBN 978-0-19-816738-9).

### Articles et analyses
- (en) Peter Bloom (éd.), Berlioz studies, Cambridge, Cambridge University Press, 1992, 279 p. (ISBN 0-521-41286-2).
  - (en) Julian Rushton, Les Nuits d'été : cycle or collection ?, p. 112–135

## Source
- (en) Cet article est partiellement ou en totalité issu de l’article de Wikipédia en anglais intitulé « Julian Rushton » (voir la liste des auteurs).